# Dominika Błach
Dominika Błach (ur. 23 października 1991) – polska judoczka.
Zawodniczka klubów: KS AZS AWF Gdańsk (2005-2013), TS Gwardia Opole (od 2014). Dwukrotna wicemistrzyni Polski w kategorii do 57 kg (2013, 2014) oraz brązowa medalistka mistrzostw Polski 2016 w kategorii do 63 kg. Brązowa medalistka Pucharu Europy w Helsinborgu 2014. Córka Tomasza Błacha. Bratanica olimpijczyka Wiesława Błacha.